# 曲裾素纱襌衣
曲裾素纱襌衣为中华人民共和国的国宝级文物和国家一级文物，1972年出土于湖南省长沙市东郊东屯渡乡（今芙蓉区马王堆街道）马王堆一号墓。相比同墓出土的直裾素纱襌衣，重量仅为48克。时隔52年，2024年6月，曲裾素纱襌衣真品首次展出。

## 失窃
1983年10月23日，藏于湖南省博物馆（现湖南省博物院）的两件素纱襌衣连同其他文物被时年17岁的许反帝盗走。因而损毁较为嚴重。館方於同年12月將其追回，之後一直保存於庫房，鮮少展示。

## 形制
与同墓出土的直裾素纱襌衣相同，曲裾素纱襌衣为右衽。